# Kasugamycine
La kasugamycine est un aminoglycoside qui possède des propriétés antifongiques et antibactériennes. La kasugamycine se fixe à l'ARN ribosomique de la petite sous-unité du ribosome. Elle bloque ainsi la formation du complexe de démarrage de la traduction qui implique la fixation de l'ARNt porteur de fmet (méthionine formylée) au niveau de l'ARNm.
Comme la plupart des aminoglycosides, la kasugamycine est un produit naturel issu du métabolisme secondaire des bactéries actinomycètes. Elle a été découverte en 1965 par Hamao Umezawa, qui l'a extraite de la bactérie Streptomyces kasugaensis.